# Jelena Janković
Jelena Janković (Belgrád, 1985. február 28. –) szerb hivatásos teniszezőnő, egykori világelső, junior Grand Slam-tornagyőztes, felnőtt vegyes párosban wimbledoni győztes, olimpikon.
2000–2022 közötti profi pályafutása során egyéniben 15, párosban két WTA-tornagyőzelmet aratott, emellett egyéniben 1 WTA125K- és két ITF-tornán végzett az első helyen.
A WTA világranglistáján 2006 végén került az első 15-be, amikor bejutott a US Open nemzetközi verseny elődöntőjébe. 2007 elején már az első 10 közt szerepelt, majd egészen a harmadik helyig emelkedett, miután elődöntős volt a Roland Garros versenyen. Jamie Murray-vel az oldalán 2007-ben wimbledoni győztes volt a vegyes páros kategóriában. 2008. augusztusban került először a világranglista élére, akkor csak egy hétig, majd 2008. október 6-tól 2009. február 1-ig 17 héten át vezette a ranglistát, így összesen 18 hétig állt a világranglista élén, annak ellenére, hogy Grand Slam-tornát a felnőttek között nem nyert. Ez csak a juniorok között sikerült neki 2001-ben az Australian Openen. Ugyanebben az évben a US Openen a junior lányok páros versenyén a döntőbe jutott.
A Grand Slam-tornákon egyéniben a legjobb eredményét a 2008-as US Openen érte el, amikor a döntőbe jutott. Emellett elődöntős volt háromszor (2007, 2008, 2010) a Roland Garroson és a 2008-as Australian Openen is. Párosban a legjobbjaként 2013-ban Wimbledonban negyeddöntős volt. Az egyéni világelsőség mellett párosban a legjobb helyezése a 19. volt, amelyet 2014. június 19-én ért el.
Négy olimpián vett részt, 2004-ben Szerbia és Montenegró, ezt követően Szerbia színeiben. A 2008-as pekingi olimpián negyeddöntős volt.
2001–2016 között 50 mérkőzést játszott Szerbia Fed-kupa-válogatottjának tagjaként.
Utolsó mérkőzését 2017-ben játszotta, ezután súlyos hátsérülése miatt hosszabb szünetet tartott. 2020-ban bejelentette, hogy visszatér a profi teniszhez, azonban erre nem került sor. Bár hivatalosan sosem búcsúzott el az aktív játéktól, 2022-ben Wimbledonban már a legendák versenyén indult, amellyel profi pályafutásának végét jelezte.

## Pályája

### Korai pályája
Első teniszleckéit a 'Vörös Csillag' Tenisz Klubban szerezte. Kilenc és fél évesen bátyja tanítgatta, majd Nick Bollettieri sztáriskolájába járt. 2001-ben az juniorok közt megnyerte az Australian Open versenyt. Ugyanebben az évben kezdett el WTA tornákon versenyezni. Első WTA megmérettetésén, az Indian Wells Masters versenyen a második fordulóig jutott, 2003 októberére már az első 100 között volt a WTA világranglistáján (a 90.), miután Dubajban első (még nem WTA) tornagyőzelmét aratta.
Három hónappal később megszerezte az első Top 10-es skalpot, 6-1, 6-4-re legyőzve Jelena Gyementyjevát az Australian Open első fordulójában. (Ezután azonban három szettben kikapott Jill Craybastől a második fordulóban.) Első WTA győzelmét Magyarországon aratta, a Budapest Grand Prix-n, 2004 májusában: A döntőben Martina Suchát győzte le 7-6, 6-3 arányban. A 2004-es évet a világranglista 22. helyén fejezte be, miután olyan teniszezőket győzött le, mint Nagyja Petrova, Vera Zvonarjova, Patty Schnyder és Paola Suárez.

### 2005
A 2005-öt tartják Janković áttörési időszakának. Márciusban, Dubajban egészen a döntőig menetelt, miután az elődöntőben Serena Williams visszalépett. Jelena a döntőben végül vereséget szenvedett az amerikai Lindsay Davenporttól három játszmában, 6-4, 3-6, 6-4-re. Berlinben élete első Tier I-es elődöntőjét vívta, Nadia Petrova ellen 6–4, 6–7, 6–3 arányban kapott ki. Júniusban életében először füvön is döntőbe került Birminghamben, de ezt elveszítette az akkori világelső Marija Sarapova ellen, 6–2, 4–6, 6–1-re. Októberben már a harmadik döntőjébe sikerült bejutnia ebben az évben, Szöulban. Az ellenfél a 16 éves Nicole Vaidišová volt, aki végül felülkerekedett Jankovićon, két szettben, 7–5, 6–3 arányban. Ebben az időszakban már a 17. helyig jött fel a világranglistán, ami élete addigi legjobb eredménye volt. Az év végén azonban visszaesett a világranglista 22. helyére.

### 2006
Miután Jelena megnyerte az első meccsét az Australian Openen, elvesztett tíz mérkőzést, egészen kora májusig képtelen volt nyerni. Aztán Rómában már sikerült elérnie egy negyeddöntőt. A következő héten Strasbourgban már elődöntőzött, azonban a második szettben visszalépett Vaidišová ellen.
A Roland Garroson a harmadik körben a világelső Amélie Mauresmo állította meg 6-3, 6-3 arányban. Wimbledonban megverte a címvédő Venus Williamst 7–6(8), 4–6, 6–4-ra a harmadik fordulóban, majd a következő körben kikapott a kilencedik kiemelt Anasztaszja Miszkinától 6–4, 7–6(5)-re.
Los Angelesben bejutott karrierje ötödik WTA-torna döntőjébe, ahol a harmadik kiemelt orosz Jelena Gyementyjeva verte őt nagy csatában, 6–3, 4–6, 6–4-re. A US Openen Janković szépen menetelt egészen az elődöntőig ahol végül a belga Justine Henin állította meg három játszmában, 4–6, 6–4, 6–0-ra, pedig Jelena még 6–4, 4–2-nél vezetett és egy labdára volt az 5-2-től. Ezután Janković elvesztett egymást követő tíz mérkőzést.
Legközelebb a Tier II-es Pekingben jutott elődöntőbe, ahol a harmadik szettben, 6-5-ös állásnál adogatott a mérkőzésért Amelie Mauresmo ellen, azonban a francia nyert 6–1, 3–6, 7–6 arányban. A következő héten Guangzhou-ban visszalépett Anna Csakvetadze ellen az elődöntőben. Az év utolsó négy tornájából hármon a negyeddöntőben búcsúzott, és egyszer a második fordulóban.
Az évet a 12. helyen zárta a világranglistán.

### 2007
Rögtön az év első viadalán, Aucklandban megnyerte pályafutása második tornáját. A döntőben Vera Zvonarjovát verte 7–6(9), 5–7, 6–3-ra. Sydneyben megverte a visszatérő Martina Hingist, majd a világelső Amelie Mauresmot, végül Kim Clijsters állította meg, miután Janković a második játszmában a meccsért szervált. Az Ausztrál Openen a negyedik fordulóig jutott, ahol a későbbi bajnok Serena Williams állította meg 6-3, 6-2 arányban.
Előrébb is lépett a világranglistán, a tizedik helyet foglalta el, életében először. Az év első Tier I-es tornáján, Tokióban a negyeddöntőben honfitársnője, Ana Ivanovic állította meg 3–6, 6–4, 6–2 arányban. Majd Dubajban, az elődöntőben lépett vissza bokasérülés miatt. A következő héten Dohában Jelena megint az elődöntőig menetelt, végül Justine Henin állította meg. Indian Wellsben a negyedik fordulóig jutott, a kínai Li Na győzte le. Miamiban szintén a negyedik körig jutott, ahol az olasz Mara Santangelo verte meg három szettes mérkőzésen, 2–6, 7–6, 6–4-re, ahol 6-2, 5-2-nél még Janković vezetett. Jelena a salakos szezont Amelia Island-en kezdte, ahol a negyeddöntőben megint a honfitársnő, Ivanovic verte meg. Charlestonban élete első Tier I-es versenyét nyerte meg, a döntőben Gyinara Szafinát verte meg sima mérkőzésen, 6–2, 6–2 arányban. Az európai salakos tornákon Henin háromszor is megverte. Varsóban az elődöntőben megint Henin állította meg. Berlinben már a negyeddöntőben összefutottak. Három játszmában, 7–5, 2–6, 6–4-re nyert Henin, pedig az utolsó szettben Jelena 4-0-ra is vezetett. Aztán a Rómában tornát nyert Szvetlana Kuznyecova ellen, 7–5, 6–1-re. A Roland Garrosra negyedik kiemeltként utazhatott. A francia nyílt bajnokságon egészen a négyig menetelt, ahol az idényben nem először – a későbbi győztes – Justine Henin állította meg 6-2, 6-2 arányban. A torna után a világranglistán pedig már a harmadik helyre lépett elő.
Füvön, Birminghamben megverte a döntőben a legjobban rangsorolt Sarapovát 4–6, 6–3, 7–5-ra, és megnyerte élete ötödik WTA-tornagyőzelmét. A következő héten a ’s-Hertogenbosch-i tornán megint eljutott a döntőig, de ott kikapott az orosz Anna Chakvetadzétól, Jelena térdín-húzódástól szenvedett. Wimbledonban, egyesben a negyedik körben a francia Marion Bartoli verte meg, viszont vegyespárosban Jamie Murray oldalán megnyerte az angol nyílt teniszbajnokságot. A döntőben a Jonas Björkman-Alicia Molik párost verték meg 6–4, 3–6, 6–1 arányban.
Az amerikai Carsonban az elődöntőig jutott, ahol Ivanovic ellen még vezetett is a harmadik játszmában, 4-1-re, majd 5-4-nél 2 labdára volt a meccstől, végül Ivanovic nyert 4–6, 6–3, 7–5-re. Torontóban a döntőzött Henin ellen, vezetett az első szettben 4-1-re végül rövidítéssel elvesztette, és a második szettben 4-2-re vezetett, de végül ezt is elbukta 7-5-re. A US Openen Venus Williams állította meg a negyeddöntőben 4–6, 6–1, 7–6(4) arányban.
Pekingben Szávay Ágnes ellen játszotta döntőt, amit el is veszített három játszmában, 6–7(7), 7–5, 6–2 arányban. Stuttgartban elődöntőt vesztett Henin ellen 7–6(2), 7–5-re.
A WTA-világbajnokságon mindhárom mérkőzését elvesztette, majd Janković elment az orrsebészetre, légzési gondok miatt.
Az évet a világranglistán a harmadik helyen zárta.

### 2008
Az évet a Hopman kupán kezdte, ahol a Novak Đoković társaságában a döntőig jutott és ott a Serena Williams, Mardy Fish felállású amerikai csapattól szenvedtek vereséget. A következő héten a Medibank International versenyen kapott ki Nicole Vaidišovától a negyeddöntőben. Az Ausztrál Open első fordulójában hatalmas, drámai csatában, több mérkőzéslabdát hárítva győzte le az osztrák Tamira Paszeket. A döntő játszma 12-10 lett. Később a címvédő Serena Williams legyőzése után Marija Sharapova állította meg Jankovićot az elődöntőben. A Quatar Total Open következett Dohában, ahol a negyeddöntőig jutott, egy héttel később pedig már az elődöntőig jutott Dubajban, ahol Szvetlana Kuznyecovától kapott ki három játszmában. Bengaluru volt az utolsó ázsiai állomás. Itt első kiemeltként a negyeddöntőig jutott. Következett két rangos TIER I-es verseny Amerikában. Indan Wellsben harmadik kiemeltként az elődöntőben ért véget a torna számára, Ana Ivanovic győzte le két szoros játszmában. Miamiban két héttel később, már döntőt játszhatott Serena Williams ellen. Janković hét mérkőzéslabdát is hárított, de fordítani már nem tudott. Az amerikai 6-1, 5-7, 6-3 arányban győzedelmeskedett.
A salakszezont a TIER I-es Family Circle Cup nyitotta meg Charlestonban. A címvédés nem sikerült, a negyeddöntőben már kiesett. A Quatar Telecom German Openen Berlinben szintén a nyolc között esett ki. Az első 2008-as tornagyőzelmét Romában aratta. A döntőben Alize Cornet volt az ellenfele. A Roland Garroson többek között Dominika Cibulkova és Agnieszka Radwańska legyőzésével eljutott az elődöntőig, ahol Ana Ivanovic volt az ellenfele. Janković az első és a harmadik játszma elején is előnyre tett szert, de végül nagy csatában alulmaradt.
Füvön kizárólag Wimbledonban lépett pályára. Második kiemeltként a nyolcaddöntőig jutott, folyamatos térdsérüléssel bajlódott. A 16 között Tanasugarn sima kéttszettes mérkőzésen győzte le. Az amerikai keménypályás szezon nyitótornáján Los Angelesben a világelsőség volt a tét. Gyinara Safina 7-6 6-1 –re legyőzte őt az elődöntőben, így második helyen maradt továbbra is a világranglistán. A montreáli Rogers kupán ismét lehetősége volt át venni a vezetést, ehhez elég lett volna bejutni a döntőbe, de Dominika Cibulková már az elődöntőben legyőzte. Augusztus 11-én végül egy hétre átvette a vezetést a világranglistán. Ő az egyetlen olyan női teniszező aki Grand Slam döntő nélkül vezette a világranglistát.
A pekingi olimpián vádlisérüléssel bajlódott. A későbbi ezüstérmes Gyinara Szafina győzte le őt a negyeddöntőben három játszmában. Az év utolsó Grand Slam tornáján New Yorkban egészen a döntőig menetelt, Serena Williams ellen három játszmalabdája volt a második játszmában, de nem tudott élni a lehetőségekkel, így az amerikai két játszmában győzedelmeskedett. A tokiói Tier I-es verseny negyeddöntőjében elszenvedett veresége után, káprázatos 12 mérkőzésen keresztül tartó győzelmi sorozat következett. Három hét leforgás alatt Janković három tornagyőzelmet aratott. Pekingben a döntőben visszavágott Szvetlana Kuznyecovának az egy héttel korábbi vereségért, Stuttgartban a Porsche Tennis Grand Prix döntőjében Nagyja Petrovát verte, majd a sorozat zárásaként legyőzte Vera Zvonarjovát a Kremlin Cup döntőjében. Zürichben Flavia Pennetta már az első mérkőzésen legyőzte.
A WTA Tour záróversenyén Dubajban a világ első nyolc helyezettje vesz részt. A csoportmérkőzéseken legyőzte Ana Ivanovicot és Szvetlana Kuznyecovat, majd kikapott Vera Zvonarjovától. Venus Williams volt az ellenfele az elődöntőben. 6-2 2-6 6-3 arányban az amerikai jutott a döntőbe.
Az évet a világranglista első helyén zárta.

## Junior Grand Slam döntői

### Lány egyéni (1 győzelem)
| Eredmény | Év   | Bajnokság       | Borítás | Ellenfél        | Eredmény |
| -------- | ---- | --------------- | ------- | --------------- | -------- |
| Győztes  | 2001 | Australian Open | Kemény  | Sofia Arvidsson | 6–2, 6–1 |

## Grand Slam döntői

### Egyéni: 1 (1 döntő)
| Eredmény | Év   | Bajnokság | Borítás | Ellenfél        | Eredmény |
| -------- | ---- | --------- | ------- | --------------- | -------- |
| Döntős   | 2008 | US Open   | Kemény  | Serena Williams | 4–6, 5–7 |

#### Vegyes páros: 1 (1 győzelem)
| Eredmény | Év   | Bajnokság | Borítás | Partner      | Ellenfél                    | Eredmény      |
| -------- | ---- | --------- | ------- | ------------ | --------------------------- | ------------- |
| Gyéztes  | 2007 | Wimbledon | Fű      | Jamie Murray | Alicia Molik Jonas Björkman | 6–4, 3–6, 6–1 |

## WTA-döntői

### Egyéni

#### Győzelmei (15)
| Összesítés           |                        |
| Grand Slam-torna (0) |                        |
| Tier I (4)           | Premier Mandatory* (1) |
| Tier II (2)          | Premier Five* (1)      |
| Tier III (2)         | Premier* (0)           |
| Tier IV (1)          | International* (4)     |
| Tier V (0)           | Challenger* (0)        |

* 2009-től megváltozott a tornák rendszere. Challenger tornákat 2012-től rendeznek.
 Az egymás mellett azonos színnel jelölt tornatípusok között nincs teljes mértékű megfelelés.
|     | Dátum                | Helyszín                                     | Borítás | Ellenfél a döntőben  | Eredmény a döntőben |
| 1.  | 2004. május 2.       | Budapest Grand Prix, Budapest                | Salak   | Martina Suchá        | 7–6(4), 6–3         |
| 2.  | 2007. január 6.      | ASB Classic, Auckland                        | Kemény  | Vera Zvonarjova      | 7–6(9), 5–7, 6–3    |
| 3.  | 2007. április 15.    | Family Circle Cup, Charleston                | Salak   | Gyinara Szafina      | 6–2, 6–2            |
| 4.  | 2007. május 20.      | Internazionali BNL d'Italia, Róma            | Salak   | Szvetlana Kuznyecova | 7–5, 6–1            |
| 5.  | 2007. június 17.     | DFS Classic, Birmingham                      | Fű      | Marija Sarapova      | 4–6, 6–3, 7–5       |
| 6.  | 2008. május 18.      | Internazionali BNL d'Italia, Róma            | Salak   | Alizé Cornet         | 6–2, 6–2            |
| 7.  | 2008. szeptember 28. | China Open, Peking                           | Kemény  | Szvetlana Kuznyecova | 6–3, 6–2            |
| 8.  | 2008. október 5.     | Porsche Tennis Grand Prix, Stuttgart         | Kemény  | Nagyja Petrova       | 6–4, 6–3            |
| 9.  | 2008. október 12.    | Kremlin Cup, Moszkva                         | Kemény  | Vera Zvonarjova      | 6–2, 6–4            |
| 10. | 2009. április 12.    | Andalucia Tennis Experience, Marbella        | Salak   | Carla Suárez Navarro | 6–3, 3–6, 6–3       |
| 11. | 2009. augusztus 16.  | Western & Southern Open, Cincinnati          | Kemény  | Gyinara Szafina      | 6–4, 6–2            |
| 12. | 2010. március 21.    | BNP Paribas Open, Indian Wells               | Kemény  | Caroline Wozniacki   | 6–2, 6–4            |
| 13. | 2013. február 24.    | Copa Colsanitas, Bogotá                      | Kemény  | Paula Ormaechea      | 6–1, 6–2            |
| 14. | 2015. szeptember 26. | Guangzhou International Women’s Open, Kanton | Kemény  | Denisa Allertová     | 6–2, 6–0            |
| 15. | 2015. október 18.    | Hong Kong Open, Hongkong                     | Kemény  | Angelique Kerber     | 3–6, 7–6(4), 6–1    |

#### Elvesztett döntői (21)
|     | Dátum                | Helyszín                                           | Borítás | Ellenfél a döntőben         | Eredmény a döntőben |
| 1.  | 2005. március 6.     | Dubai Tennis Championships, Dubaj                  | Kemény  | Lindsay Davenport           | 4–6, 6–3, 4–6       |
| 2.  | 2005. június 12.     | DFS Classic, Birmingham                            | Fű      | Marija Sarapova             | 2–6, 6–4, 1–6       |
| 3.  | 2005. október 2.     | Hansol Korea Open, Szöul                           | Kemény  | Nicole Vaidišová            | 5–7, 3–6            |
| 4.  | 2006. augusztus 13.  | J.P. Morgan Chase Open, Los Angeles                | Kemény  | Jelena Gyementyjeva         | 3–6, 6–4, 4–6       |
| 5.  | 2007. január 13.     | Medibank International, Sydney                     | Kemény  | Kim Clijsters               | 6–4, 6–7(1), 4–6    |
| 6.  | 2007. június 23.     | Ordina Open, ’s-Hertogenbosch                      | Fű      | Anna Csakvetadze            | 6–7(2), 6–3, 3–6    |
| 7.  | 2007. augusztus 19.  | Rogers Cup, Toronto                                | Kemény  | Justine Henin               | 6–7(3), 5–7         |
| 8.  | 2007. szeptember 23. | China Open, Peking                                 | Kemény  | Szávay Ágnes                | 7–6(7), 5–7, 2–6    |
| 9.  | 2008. április 6.     | Sony Ericsson Open, Miami                          | Kemény  | Serena Williams             | 1–6, 7–5, 3–6       |
| 10. | 2008. szeptember 6.  | US Open, New York                                  | Kemény  | Serena Williams             | 4–6, 5–7            |
| 11. | 2009. október 4.     | Toray Pan Pacific Open, Tokió                      | Kemény  | Marija Sarapova             | 2–5 feladta         |
| 12. | 2010. május 9.       | Internazionali BNL d'Italia, Róma                  | Salak   | María José Martínez Sánchez | 6–7(5), 5–7         |
| 13. | 2011. március 6.     | Monterrey Open, Monterrey                          | Kemény  | Anasztaszija Pavljucsenkova | 6–2, 2–6, 3–6       |
| 14. | 2011. augusztus 21.  | Western & Southern Open, Cincinnati                | Kemény  | Marija Sarapova             | 6–4, 6–7(3), 3–6    |
| 15. | 2012. június 18.     | AEGON Classic, Birmingham                          | Fű      | Melanie Oudin               | 4–6, 2–6            |
| 16. | 2012. augusztus 26.  | Texas Tennis Open, Dallas, Egyesült Államok        | Kemény  | Roberta Vinci               | 5–7, 3–6            |
| 17. | 2013. április 7.     | Family Circle Cup, Charleston, Egyesült Államok    | Salak   | Serena Williams             | 6–3, 0–6, 2–6       |
| 18. | 2013. október 6.     | China Open, Peking, Kína                           | Kemény  | Serena Williams             | 2–6, 2–6            |
| 19. | 2014. április 13.    | Copa Colsanitas, Bogotá, Kolumbia                  | Salak   | Caroline Garcia             | 3–6, 4–6            |
| 20. | 2015. március 22.    | BNP Paribas Open, Indian Wells, Egyesült Államok   | Kemény  | Simona Halep                | 6–2, 5–7, 4–6       |
| 21. | 2016. szeptember 24. | Guangzhou International Women’s Open, Kanton, Kína | Kemény  | Leszja Curenko              | 4-6, 6-3, 4-6       |

### Páros

#### Győzelmei (2)
| No. | Dátum               | Helyszín                       | Borítás | Partner            | Ellenfél a döntőben               | Eredmény a döntőben |
| 1.  | 2006. június 18.    | Birmingham, Egyesült Királyság | Fű      | Li Na              | Jill Craybas Liezel Huber         | 6–2, 6–4            |
| 2.  | 2013. augusztus 11. | Toronto, Kanada                | Kemény  | Katarina Srebotnik | Anna-Lena Grönefeld Květa Peschke | 5–7, 6–2, [10–6]    |

#### Elveszített döntői (3)
| No. | Dátum            | Helyszín                                   | Borítás | Partner                     | Ellenfél a döntőben              | Eredmény a döntőben |
| 1.  | 2015. június 13. | Topshelf Open, 's-Hertogenbosch, Hollandia | Fű      | Anasztaszija Pavljucsenkova | Asia Muhammad Laura Siegemund    | 3–6, 5–7            |
| 2.  | 2015. július 26. | Istanbul Cup, Isztambul, Törökország       | Kemény  | Çağla Büyükakçay            | Daria Gavrilova Elina Szvitolina | 7–5, 1–6, [4–10]    |
| 3.  | 2017. június 25. | Mallorca Open, Mallorca, Spanyolország     | Fű      | Anastasija Sevastova        | Csan Jung-zsan Martina Hingis    | játék nélkül        |

#### Vegyes páros győzelmei (1)
| No. | Dátum           | Helyszín                      | Borítás | Partner      | Ellenfelei a döntőben       | Eredmény a döntőben |
| 1.  | 2007. július 8. | Wimbledon, Egyesült Királyság | Fű      | Jamie Murray | Jonas Björkman Alicia Molik | 6–4, 3–6, 6–1       |

## WTA 125K döntői: 1 (1–0)

### Egyéni: 1 (1–0)
| Eredmény | No. | Dátum              | Torna              | Borítás | Ellenfél a döntőben | Eredmény    |
| -------- | --- | ------------------ | ------------------ | ------- | ------------------- | ----------- |
| Győztes  | 1.  | 2015. augusztus 2. | Jiangxi Open, Kína | Kemény  | Csang Kaj-csen      | 6–3, 7–6(6) |

## Eredményei Grand Slam-tornákon

### Egyéniben
| Grand Slam | Australian Open | Australian Open    | Roland Garros | Roland Garros       | Wimbledon     | Wimbledon           | US Open       | US Open          |
| Év         | Eredmény        | Utolsó ellenfél    | Eredmény      | Utolsó ellenfél     | Eredmény      | Utolsó ellenfél     | Eredmény      | Utolsó ellenfél  |
| 2002       | –               | –                  | –             | –                   | –             | –                   | Selejtező (1) | Selejtező (1)    |
| 2003       | 2. kör          | Amanda Coetzer     | Selejtező (2) | Selejtező (2)       | Selejtező (1) | Selejtező (1)       | Selejtező (3) | Selejtező (3)    |
| 2004       | 3. kör          | Jill Craybas       | 1. kör        | Silvia Farina Elia  | 1. kör        | Klára Koukalová     | 2. kör        | M Sarapova       |
| 2005       | 2. kör          | T Panova           | 1. kör        | Anna Smashnova      | 3. kör        | A Miszkina          | 3. kör        | Mary Pierce      |
| 2006       | 2. kör          | O Szavcsuk         | 3. kör        | Amélie Mauresmo     | 4. kör        | A Miszkina          | Elődöntő      | J Henin-Hardenne |
| 2007       | 4. kör          | Serena Williams    | Elődöntő      | Justine Henin       | 4. kör        | Marion Bartoli      | Negyeddöntő   | Venus Williams   |
| 2008       | Elődöntő        | Marija Sarapova    | Elődöntő      | Ana Ivanović        | 4. kör        | T Tanasugarn        | Döntő         | Serena Williams  |
| 2009       | 4. kör          | Marion Bartoli     | 4. kör        | Sorana Cîrstea      | 3. kör        | Melanie Oudin       | 2. kör        | J Svedova        |
| 2010       | 3. kör          | A Bondarenko       | Elődöntő      | Samantha Stosur     | 4. kör        | V Zvonarjova        | 3. kör        | Kaia Kanepi      |
| 2011       | 2. kör          | Peng Suaj          | 4. kör        | Francesca Schiavone | 1. kör        | MJ Martínez Sánchez | 3. kör        | A Pavljucsenkova |
| 2012       | 4. kör          | Caroline Wozniacki | 2. kör        | Varvara Lepchenko   | 1. kör        | Kim Clijsters       | 3. kör        | A Radwańska      |
| 2013       | 3. kör          | Ana Ivanović       | Negyeddöntő   | M Sarapova          | 2. kör        | Vesna Dolonc        | 4. kör        | Li Na            |
| 2014       | 4. kör          | Simona Halep       | 4. kör        | Sara Errani         | 1. kör        | Kaia Kanepi         | 4. kör        | Belinda Bencic   |
| 2015       | 1. kör          | Bacsinszky Tímea   | 1. kör        | Sz Karatancseva     | 4. kör        | Agnieszka Radwańska | 1. kör        | Océane Dodin     |
| 2016       | 2. kör          | Laura Siegemund    | 1. kör        | Tatjana Maria       | 2. kör        | M Eraković          | 2. kör        | C Suárez Navarro |
| 2017       | 3. kör          | Sz Kuznyecova      | 1. kör        | Richèl Hogenkamp    | 1. kör        | Agnieszka Radwańska | 1. kör        | Petra Kvitová    |

### Párosban
| Grand Slam | Australian Open         | Australian Open                    | Roland Garros           | Roland Garros                      | Wimbledon                  | Wimbledon                        | US Open                     | US Open                            |
| Év         | Eredmény Partner        | Utolsó ellenfél                    | Eredmény Partner        | Utolsó ellenfél                    | Eredmény Partner           | Utolsó ellenfél                  | Eredmény Partner            | Utolsó ellenfél                    |
| 2005       | 2. kör Kapros Anikó     | Janet Lee Peng Suaj                | 1. kör E Gagliardi      | Marta Marrero A Parra Santonja     | 1. kör J Kostanić Tošić    | Lindsay Davenport Corina Morariu | 2. kör Tina Križan          | Nagyja Petrova M Shaughnessy       |
| 2006       | 1. kör Silvija Talaja   | Nathalie Dechy Tatiana Golovin     | 1. kör Tina Križan      | ME Salerni M Vento-Kabchi          | 2. kör Tina Križan         | Liezel Huber M Navratilova       | 3. kör B Mattek-Sands       | Gyinara Szafina Katarina Srebotnik |
| 2007       | 1. kör Janette Husárová | Martina Hingis Sz Kuznyecova       | 2. kör Li Na            | Sahar Peér Gyinara Szafina         | −                          | −                                | 1. kör Séverine Brémond     | J Gajdošová Bryanne Stewart        |
| 2008       | 3. kör Bethanie Mattek  | A Medina Garrigues V Ruano Pascual | −                       | −                                  | −                          | −                                | −                           | −                                  |
| 2009       | −                       | −                                  | −                       | −                                  | −                          | −                                | −                           | −                                  |
| 2010       | 2. kör Shenay Perry     | B Mattek-Sands Jen Ce              | −                       | −                                  | 3. kör Chanelle Scheepers  | Gisela Dulko Flavia Pennetta     | 1. kör Bojana Jovanovski    | K Date-Krumm Morita Ajumi          |
| 2011       | −                       | −                                  | 2. kör A Pavljucsenkova | Natalie Grandin Vladimíra Uhlířová | 1. kör A Pavljucsenkova    | Sabine Lisicki Samantha Stosur   | 2. kör Līga Dekmeijere      | Jessica Pegula Taylor Townsend     |
| 2012       | −                       | −                                  | −                       | −                                  | 1. kör Virginie Razzano    | S Foretz K Mladenovic            | 1. kör Bojana Jovanovski    | Mona Barthel Tatjana Malek         |
| 2013       | 3. kör M Lučić-Baroni   | A Pavljucsenkova Lucie Šafářová    | 3. kör M Lučić-Baroni   | J. Makarova J Vesznyina            | Negyeddöntő M Lučić-Baroni | Hszie Su-vej Peng Suaj           | 3. kör M Lučić-Baroni       | Hszie Su-vej Peng Suaj             |
| 2014       | 2. kör Karin Knapp      | J. Makarova J Vesznyina            | 3. kör A Klejbanova     | Cara Black Szánija Mirza           | 1. kör A Klejbanova        | Sara Errani Roberta Vinci        | 3. kör Klára Koukalová      | Cara Black Szánija Mirza           |
| 2015       | 1. kör A Parra Santonja | K Jans-Ignacik Andreja Klepač      | −                       | −                                  | 1. kör M Lučić-Baroni      | Darija Jurak Ana Konjuh          | 3. kör Aleksandra Krunić    | Casey Dellacqua J Svedova          |
| 2016       | 1. kör Andrea Petković  | Y Bonaventure Raluca Olaru         | −                       | −                                  | 3. kör Aleksandra Krunić   | A-L Grönefeld Květa Peschke      | 1. kör Xenia Knoll          | Samantha Stosur Csang Suaj         |
| 2017       | 1. kör Yanina Wickmayer | Martina Hingis Coco Vandeweghe     | 1. kör Coco Vandeweghe  | Hibino Nao Alicja Rosolska         | 1. kör Coco Vandeweghe     | Ashleigh Barty Casey Dellacqua   | 2. kör Anastasija Sevastova | Csan Jung-zsan Martina Hingis      |

## Év végi világranglista-helyezései
| Év     | 2001 | 2002 | 2003 | 2004 | 2005 | 2006 | 2007 | 2008 | 2009 | 2010 | 2011 | 2012 | 2013 | 2014 | 2015 | 2016 | 2017 |
| Egyéni | 361. | 194. | 85.  | 28.  | 22.  | 12.  | 3.   | 1.   | 8.   | 8.   | 14.  | 22.  | 8.   | 16.  | 21.  | 55.  | 153. |
| Páros  |      |      |      | 293. | 139. | 43.  | 107. |      |      | 102. | 137. | 304. | 20.  | 47.  | 63.  | 130. | 134. |

## Pénzdíjak
| Év       | GS-győzelem | WTA-győzelem | Megnyert tornák | Pénzdíjazás (dollár) |      |
| -------- | ----------- | ------------ | --------------- | -------------------- | ---- |
| 2000-02  | 0           | 0            | 0               | 37 918               | -    |
| 2003     | 0           | 0            | 0               | 76 459               | 132. |
| 2004     | 0           | 1            | 1               | 234 496              | 51.  |
| 2005     | 0           | 0            | 0               | 450 441              | 30.  |
| 2006     | 0           | 0            | 0               | 746 144              | 14.  |
| 2007     | 0           | 4            | 4               | 1 831 012            | 6.   |
| 2008     | 0           | 4            | 4               | 3 564 465            | 3.   |
| 2009     | 0           | 2            | 2               | 2 491 514            | 5.   |
| 2010     | 0           | 1            | 1               | 2 136 991            | 7.   |
| 2011     | 0           | 0            | 0               | 1 078 418            | 15.  |
| 2012     | 0           | 0            | 0               | 649 848              | 25.  |
| 2013     | 0           | 1            | 1               | 2 030 349            | 10.  |
| 2014     | 0           | 0            | 0               | 1 509 514            | 19.  |
| 2015     | 0           | 2            | 2               | 1 314 749            | 26.  |
| 2016     | 0           | 0            | 0               | 548 797              | 61.  |
| 2017     | 0           | 0            | 0               | 388 124              | 95.  |
| Karrier* | 0           | 15           | 15              | 19 089 259           | 17.  |

- Megjegyzés: 2017. november 11-i állapot.